# آنتانامبائو ماهاتسارا
آنتانامبائو ماهاتسارا (به لاتین: Antanambao Mahatsara) یک منطقهٔ مسکونی در ماداگاسکار است که در واتومندری واقع شده‌است. آنتانامبائو ماهاتسارا ۱۶٬۴۸۲ نفر جمعیت دارد.